# پناهگاه حیات وحش مهروئیه
پناهگاه حیات وحش مهروئیه یک پناهگاه حیات وحش با مساحت ۵۶۱۱ هکتار است که در استان کرمان در ایران قرار دارد. این پناهگاه حیات وحش طبق مصوبهٔ شمارهٔ ۵۸۳ در تاریخ ۱۳۵۴/۵/۲۱ در فهرست مناطق تحت حفاظت سازمان محیط زیست ایران قرار گرفت. علت نامگذاری آن، قرارداشتن این پناهگاه در محدودهٔ دهستان مهروئیه، بخش مرکزی شهرستان فاریاب است.
این پناهگاه با آب و هوای گرم و مرطوب یکی از قدیمی‌ترین جنگلهای کهور جنوب شرقی ایران را در خود جای داده است.
پناهگاه حیات وحش مهروئیه زیستگاه جوجه‌آوری «دراج و جیرفتی» دو گونه پرنده بومی ایران که از گونه‌های نادر و حمایت شده نیز می‌باشند به‌شمار می‌آید.

## پیشینه
پناهگاه حیات وحش مهروئیه طی مصوبه شماره ۶۳ شورای عالی محیط زیست مورخ ۱۳۶۴/۵/۲۱ بعنوان پناهگاه حیات وحش به مناطق تحت مدیریت سازمان حفاظت محیط زیست پیوسته است.
این پناهگاه با وسعت ۵٬۵۸۲ هکتار در محدوده شهرستان فاریاب، ۶۰ کیلومتری شمال کهنوج و ۱۰۰ کیلومتری جنوب غربی شهرستان جیرفت در استان کرمان واقع شده است.
مهروئیه دارای اقلیم خشک بیابانی گرم است. قسمت‌های شمالی و غربی منطقه شامل اراضی کویری و دیگر بخش‌های آن پوشیده از جنگل‌های گرمسیری و مراتع است.
بخش عمده‌ای از منطقه را دشت‌های آبرفتی با پستی و بلندی‌های کم تشکیل می‌دهد.
ناآگاهی جوامع محلی از ارزش‌های طبیعی منطقه و اهمیت اکولوژیک آن سبب شد تا در سال‌های اولیه پیروزی انقلاب، مردم به تصرف و کشت و زرع در بخش جنوبی آن بپردازند و قسمتی از پناهگاه به زمین‌های کشاورزی تبدیل شود.